# Mikel Arruabarrena
Mikel Arruabarrena Arambide, né le 9 février 1983 à Tolosa, est un footballeur espagnol. Il évolue au poste d'attaquant.

## Palmarès
SD Eibar
- Vainqueur de la Liga Adelante et 2014